# Sharika Nelvis
Sharika Nelvis (Memphis, 10 mei 1990) is een atleet uit de Verenigde Staten van Amerika.
Ze had een moeilijke jeugd, waarbij haar beide ouders overleden toen ze zes en acht jaar oud was, en ze door haar grootmoeder werd opgevoed. Toen haar grootmoeder een herseninfarct kreeg, werd ze van haars broers en zussen gescheiden opgevoed door een ander familielid.
Nelvis studeerde aan de Arkansas State University, waar ze zich ontwikkelde als hordeloopster.
In 2013/14 wordt ze verkozen voor de Honda Sports Award.
In 2015 won ze in haar eerste jaar als professional bij het hordelopen bij de Diamond League in Rome, New York en Monaco.
Vervolgens werd ze achtste bij de WK Atletiek in 2015.
Zowel op de 100 meter horden als op de 60 meter horden staat Nelvis in de top 10 van de snelste vrouwen.

## Persoonlijke records
Outdoor
| Onderdeel       | Prestatie | Wind | Plaats                          | Datum      |
| --------------- | --------- | ---- | ------------------------------- | ---------- |
| 100m            | 11.27s    | +1.5 | Jonesboro, AR (USA)             | 26.04.2014 |
| 200m            | 23.19s    | +1.8 | Greensboro, NC (USA)            | 11.04.2015 |
| 100 m horden    | 12.34s    | +1.9 | Hayward Field, Eugene, OR (USA) | 26.06.2015 |
| 4x100m          | 43.68     |      | Austin, TX (USA)                | 30.03.2019 |
| 4x100mH Shuttle | 50.50     |      | Des Moines, IA (USA)            | 25.04.2015 |
| 4x200m          | 1:32.62   |      | Prairie View, TX (USA)          | 23.03.2019 |

Indoor
| Onderdeel | Prestatie | Wind | Plaats                | Datum      |
| --------- | --------- | ---- | --------------------- | ---------- |
| 55m ind.  | 6.78      |      | Jonesboro, AR (USA)   | 01.12.2013 |
| 60m ind.  | 7.28      |      | Birmingham, AL (USA)  | 25.02.2014 |
| 200m ind. | 23.50s    |      | Birmingham, AL (USA)  | 25.02.2014 |
| 60mH ind. | 7.70      |      | Albuquerque, NM (USA) | 18.02.2018 |

bijgewerkt december-2021
- World Athletics: 14376876